# محوطه و گورستان پیری جرد
محوطه و قبرستان پیری جرد مربوط به دوره اشکانیان - سده‌های میانه دوران‌های تاریخی پس از اسلام است و در شهرستان سلسله (الشتر) بخش فیروزآباد، دهستان فیروزآباد، ۵۰۰ متری شمال روستای بتکی واقع شده و این اثر در تاریخ ۳۰ بهمن ۱۳۸۶ با شمارهٔ ثبت ۲۱۱۲۶ به‌عنوان یکی از آثار ملی ایران به ثبت رسیده است.